# 52 Tuesdays
52 Tuesdays è un film del 2014 diretto da Sophie Hyde.
La pellicola è tutta incentrata sulla vita di una adolescente che ha a che fare con sua madre che ha cambiato sesso per poter diventare un uomo. Il film è stato mostrato al Sundance Film Festival del 2014 ed ha ottenuto l'acclamazione della critica.

## Trama
Nell'Australia suburbana la sedicenne Billie vive con la madre lesbica Jane, divorziata da suo padre Tom, e con il fratello minore di Jane (lo zio di Billie) Harry. Un giorno la capofamiglia rivela i propri propositi: desidera sottoporsi ad un programma di transizione di genere, cominciando pertanto a farsi chiamare James.
Ma cosa ancora più importante per Billie, James chiede che la figlia viva con il padre per un anno, cosa questa che Tom ha accettato di buon grado, limitando il tempo in cui la ragazza si trovi insieme a Jane/James al martedì dalle 16:00 alle 22:00, a partire dal giorno 23 di agosto. Il film è suddiviso nei 52 segmenti corrispondenti, ognuno dei quali copre un martedì, e partendo da un titolo che mostra la data.
Ogni martedì, dopo aver visitato James e prima di tornare a casa dal padre, Billie incomincia ad intrattenere degli incontri segreti con due studenti più grandi di lei, Josh e Jasmine, in un appartamento che Harry permette loro di usare. Billie può in tal modo sperimentare la pratica del sesso di gruppo (il threesome), filmandola.
Una battuta d'arresto per James è rappresentato dal fatto che deve far interrompere le iniezioni di testosterone a causa di una rara condizione del suo corpo che non lo tollera.
Dopo aver inviato una foto di se stessa a Jasmine, Billie riesce a mettersi nei guai perché le immagini registrate che ha realizzato e che sta effettuando vengono considerate alla stregua della pedopornografia. Il preside della scuola, James, Tom e Jasmine la disapprovano fortemente. Billie rimane scioccata dal fatto che James distrugga uno dei suoi nastri e rifiuta ulteriori contatti con lei/lui. Josh non vuole più avere alcun contatto fisico con Billie a causa della disapprovazione di Tom.
Più tardi Billie è disposta a distruggere uno dei nastri rimasti, ma dato che è nella casa di James che non visita più ciò dipende da Harry, che alla fine lo distrugge per lei.
Quando l'anno scolastico è finito Billie si riconcilia con James e ricomincia a vivere con lui. Anche Billie, Josh e Jasmine diventano di nuovo amici.

## Produzione
52 Tuesdays è stato girato nell'area metropolitana di Adelaide (Australia) nel corso di un anno, ogni martedì, per adattarsi all'ambientazione del film.

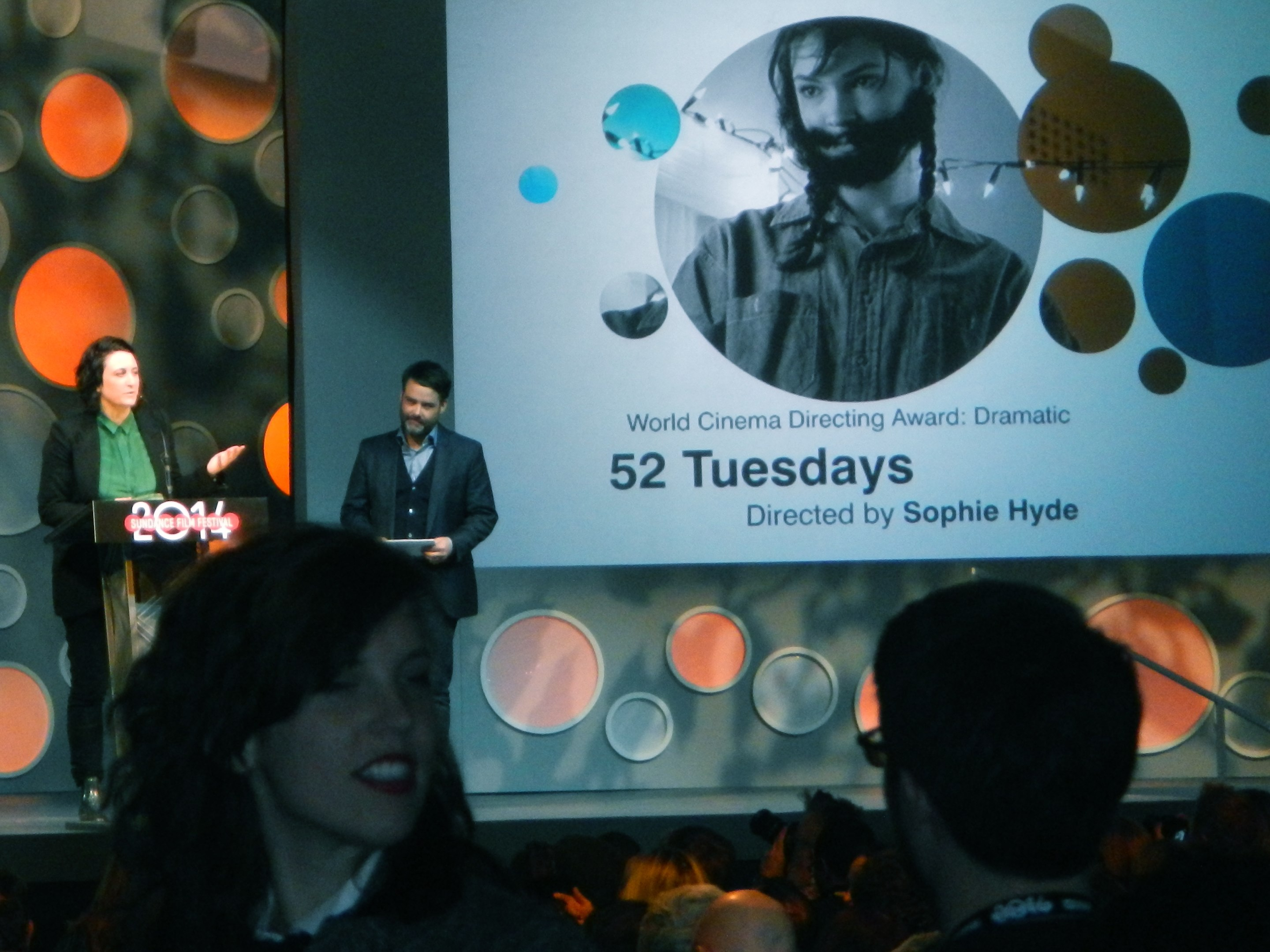
La presentazione al Sundance Film Festival, dove ha vinto il premio alla regia per il miglior film drammatico.

## Distribuzione
L'opera è stata distribuita nelle sale in Australia a partire dal 1º maggio del 2014.

## Critica
52 Tuesdays è stato accolto con critiche positive fin dalla sua anteprima avvenuta al Sundance Film Festival del 2014, ottenendo un riconoscimento dell'86% su Rotten Tomatoes. Geoff Berkshire, nella sua recensione per Variety (periodico), ha affermato che il film "dimostra la volontà di sperimentare che fa ben sperare per gli sforzi futuri della cinematografia".
David Rooney su The Hollywood Reporter nella sua recensione ha detto che si tratta di "un dramma riflessivo su una madre e una figlia la cui connessione viene testata mentre entrambi subiscono intensi cambiamenti esistenziali".
Tom Clift di Concrete Playground ha dato anch'egli una recensione positiva e ha scritto: "Onesto, perspicace e coraggioso nello schierarsi contro il pregiudizio, è un magnifico debutto per cast e regista allo stesso tempo".